# Musa Tabatabaji
Musa Sa’id Tabatabaji (pers. موسی سعید طباطبایی) – irański zapaśnik w stylu klasycznym. Złoty medalista mistrzostw Azji w 1983, drugi w 1987 i czwarty w 1989. Startował w kategorii 74 kg.